# Ronde de nuit (film, 2005)
Pour les articles homonymes, voir Ronde de nuit.
Pour plus de détails, voir Fiche technique et Distribution.
Ronde de nuit (Ronda nocturna) est un film franco-argentin réalisé par Edgardo Cozarinsky, sorti en 2005.

## Synopsis
La nuit à Buenos Aires, ville déchue, un jeune homme racole, drague et fait du trafic de stupéfiants.

## Fiche technique
- Titre : Ronde de nuit
- Titre original : Ronda nocturna
- Réalisation : Edgardo Cozarinsky
- Scénario : Edgardo Cozarinsky
- Production : Marcelo Cespedes, Serge Lalou et Oscar Mazú
- Sociétés de production : Cine Ojo et Les Films d'ici
- Musique : Carlos Franzetti
- Photographie : Javier Miquelez
- Montage : Martine Bouquin
- Direction artistique : Ignacio Lago
- Pays :  Argentine et  France
- Format : couleur - 1,85:1 - Dolby Digital - 35 mm
- Genre : drame
- Durée : 81 minutes
- Dates de sortie : 15 mars 2005 (Festival du cinéma d'Amérique latine, Toulouse), 19 mai 2005 (Argentine), 15 février 2006 (France)

## Distribution
- Gonzalo Heredia : Víctor
- Diego Trerotola
- Gregory Dayton
- Mariana Anghileri
- Rafael Ferro
- Darío Tripicchio
- Susana Varela
- Román Chaploski
- Jana Bokova

## Autour du film
- Le tournage s'est déroulé à Buenos Aires.

## Distinctions
- Prix de l'avenir, lors de la troisième édition des Journées Cinématographiques Internationales de Paris.